# Betty Bossi
Pour les articles homonymes, voir Bossi.
Betty Bossi est une cuisinière fictive que le fabricant suisse de margarine « Astra » du groupe Unilever utilisa pour sa publicité, devenue par la suite une maison d'édition de journal et de livres de recettes ainsi qu'une marque d'ustensiles de cuisine.

## Personnage
Elle n'a jamais existé en chair et en os. Ce personnage fictif est l'« enfant » d'une rédactrice publicitaire : dans les années 1950, Emmi Creola-Maag (1912-2006) travaillait dans une agence zurichoise où elle s'occupait des produits Astra. On lui donna un nom, un visage et une signature.

## Histoire

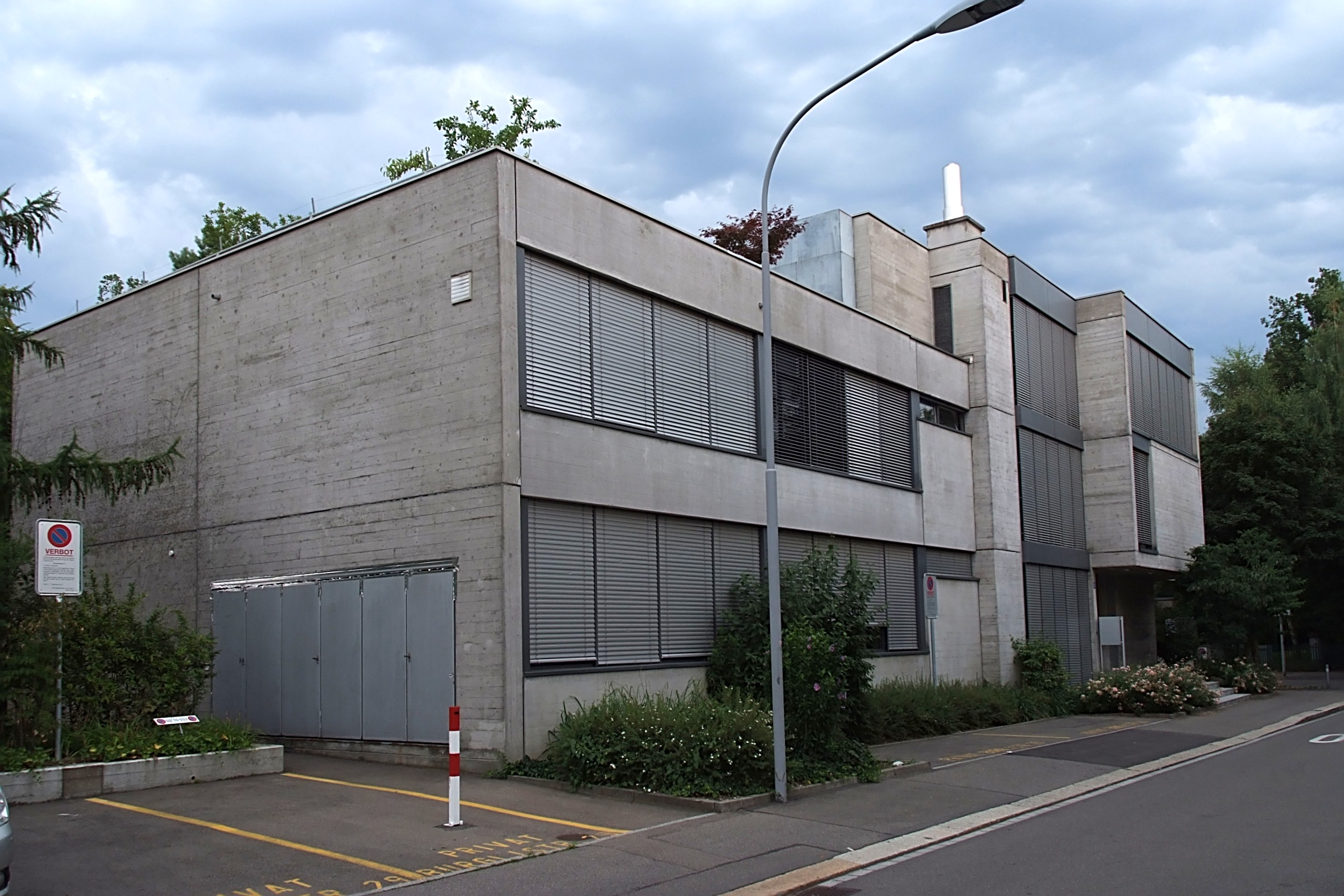
Siège de Betty Bossi

- 1956, apparition du « Courrier Betty Bossi », journal des consommateurs, publié en français et en allemand. Il est distribué gratuitement aux clients des magasins d'alimentation. Il propose des recettes et des informations sur les produits alimentaires et de la publicité "Astra"
- 1968, l'abonnement est requis.
- 1972, remaniement du journal, il s'appelle « Journal Betty Bossi pour la cuisine moderne et le ménage »
- 1973, premier livre de cuisine « Les pâtisseries de Betty Bossi ».
- 1977, les « Éditions Betty Bossi SA » sont créées
- 1980, offres spéciales à ses abonnés d’ustensiles pratiques pour la cuisine et le ménage
- 1986, ouverture de l’école de cuisine Betty Bossi
- 1995, Unilever vend les Éditions Betty Bossi à l'éditeur Ringier.
- 1998, lancement du site « bettybossi.ch »
- 2001, première émission de télévision « al dente Betty Bossi » à la télévision suisse alémanique, les Éditions Betty Bossi publient la première newsletter électronique culinaire en Suisse, Coop reprend 50 % des Éditions Betty Bossi SA.
- 2002, la chaîne de magasins Coop lance en partenariat avec les "Éditions Betty Bossi" une gamme de produits frais prêts à consommer sous le nom "IDEE Betty Bossi". "Betty's Kitchen » paraît en Chine.
- 2005, le modèle commercial de Betty Bossi est adapté sous licence en France, par France Loisirs.

## Chiffres
Le Journal Betty Bossi est publié 10 fois par an, en français et en allemand avec un tirage de 900 000 exemplaires. Chaque année paraissent trois ou quatre livres de cuisine, 1 million de livres sont vendus en moyenne par an.
La ligne IDEE Betty Bossi offre de 40 à 50 nouveaux produits par an et vend 1,8 million de produits par année. Enfin, une école de cuisine offre plus de 200 cours par an pour 3 000 participants.